# 丘就却
丘就却（大夏語：Κοζουλου Καδφιζου，或Κοζολα Καδαφε，Kujula Kadphises，30年－80年在位）是中亞地區在1世紀時建立的貴霜王朝的开国国王。

## 生平
按《后汉书·西域传》记载，丘就却原来是大月氏佔領大夏的五部翕候之一，為贵霜翕候，后来丘就却起兵攻灭其他四个翕候：休密、双靡、肸顿、都密，自立为王，创立贵霜王国。貴霜王國立國後，丘就却繼續出兵，又侵占安息、高附土地，灭健馱邏國，全部并入贵霜王国版图。丘就却死时八十多岁，王子阎膏珍成为貴霜王朝第二代国王。
帕提亞在公元前12年曾在今日的印度西北部建立過印度-帕提亞王國，但這個王國在丘就却與他的兒子閻膏珍的東擴過程中被消滅了。
羅巴塔克銘文記載，丘就卻之子為Vima Takto，也就是長久以來的Soter Megas，那位無名王，Vima Kadphises為其孫。

## 現代考證
佛教《伅真陀羅所問如來三昧經》中的伅真陀羅王，梵文為，為月亮（Chandra）支持（dhãra）之意，即漢文的月支。由經文中的地名，可知這部經典在健陀羅所寫成。學者古正美因此認為，月支或月氏為漢文意譯，其名稱來自月氏人的月亮信仰，伅真陀羅王即月支王，即是指貴霜王朝的丘就卻。